# 안병국
안병국(安炳國, 1966년 4월 3일 ~ )은 대한민국의 제7·8대 경상북도 포항시의원이다.

## 학력
- 남성국민학교 졸업
- 영일중학교 졸업
- 포항고등학교 졸업
- 서울과학기술대학교 화학공학과 졸업
- 경주대학교 대학원 도시공학과(도시계획) 공학석사
- 한동대학교 일반대학원 첨단융합과(도시및지역계획학) 공학박사

## 경력
- 육군 병장 전역
- 경북매일신문 칼럼리스트
- 경북매일신문 객원논술위원
- (사)도시전략연구소 연구위원
- 죽도동 개발자문위원회 위원
- 포항시 도시재생위원회 상임 연구위원
- 포항시 도시재생정책자문단 위원
- 포항시 도시재생 마을공동체 역량강화사업 자문단 위원
- 경주대학교 도시공학과 외래교수 역임
- 선린대학교 건축학과 외래교수 역임
- 포항대학교 철강회계실무학과 겸임교수 역임
- 한동대학교 환동해 경제연구소 연구위원
- 지체장애인협회 후원회 이사
- 포항고등학교 총동창회 부회장
- 2014.07 ~ 2018.06 제7대 경상북도 포항시의회 의원
  - 2014.07 ~ 2016.07 제7대 경상북도 포항시의회 전반기 건설도시위원회 위원
  - 2014.07 ~ 2016.07 제7대 경상북도 포항시의회 전반기 예산결산특별위원회 위원
  - 2016.07 ~ 2018.06 제7대 경상북도 포항시의회 후반기 건설도시위원회 위원장
- 2020.04 ~ 2022.06 제8대 경상북도 포항시의회 의원
  - 2020.04 ~ 2020.07 제8대 경상북도 포항시의회 전반기 건설도시위원회 위원
  - 2020.07 ~ 2022.06 제8대 경상북도 포항시의회 후반기 의회운영위원회 위원장
  - 2020.07 ~ 2022.06 제8대 경상북도 포항시의회 후반기 건설도시위원회 위원
- 2022.07 ~ 제9대 경상북도 포항시의회 의원
  - 2022.07 ~ 2024.08 제9대 경상북도 포항시의회 전반기 자치행정위원회 위원
  - 2024.09 ~            제9대 경상북도 포항시의회 후반기 복지환경행정위원회 위원

## 저서
- 논문
  - 장기미집행 도시공원의 특례법에 따른 민간공원사업 특성연구(2023.02, 농촌건축학회)
  - SRF입지결정 및 관련 지역사회 이슈 연구(2023.06, 한국도시행정학회)
  - 주한미군반환공여구역관련 현황 및 이슈 연구(2024.12, 한국지방행정학회)
  - 포항의 신규주택 공급에 의한 주거이동 파급효과 연구(2025.07, 한국융합기술연구학회)

## 역대 선거 결과
|  | 41.02% |

|  | 25.85% |

|  | 75.58% |

|  | 51.60% |